# Coriolis (projet)
 (septembre 2012).
Si vous disposez d'ouvrages ou d'articles de référence ou si vous connaissez des sites web de qualité traitant du thème abordé ici, merci de compléter l'article en donnant les références utiles à sa vérifiabilité et en les liant à la section « Notes et références ».
Pour les articles homonymes, voir Coriolis.

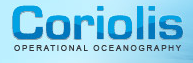
Coriolis project logo

Coriolis rassemble 7 instituts français impliqués dans l’océanographie opérationnelle (CNES, CNRS, Ifremer, IPEV, IRD, Météo-France, SHOM). Ce projet a débuté en 2001 avec les objectifs suivants :
- organiser et maintenir l'acquisition des données temps réel et temps-différé des instruments in-situ déployés à l'échelle mondiale,
- créer un centre de données opérationnel,
- développer et améliorer les techniques liées à l'océanographie opérationnelle.

## Contexte
Les données récupérées dans l'optique d'applications d'océanographie opérationnelle proviennent de capteurs in situ: profileurs Argo, bateaux de rechercher océanographique, bouées dérivantes, mouillages…
Le projet Coriolis a permis de construire une infrastructure pour l'agrégation de données initialement dédiées à la prévision océanographique française comme Mercator Océan et le SHOM. Désormais Coriolis archive, valide et distribue des données océanographiques in situ à l'ensemble de la communauté scientifique en accès libre ainsi que des produits plus évolués comme des réanalyses (cf COriolis Ré-Analysis produit dans le cadre du projet européen MyOcean).